# Sindrome emolitico-uremica
La sindrome emolitico-uremica, abbreviata in SEU o HUS (dall'inglese Hemolytic-Uremic Syndrome) è una sindrome caratterizzata dall'associazione di manifestazioni patologiche a carico del sangue e dei reni, quali l'anemia emolitica, la trombocitopenia (anche detta piastrinopenia) e l'insufficienza renale acuta (la quale determina un accumulo di urea nel sangue, “uremica”). Insieme alla porpora trombotica trombocitopenica, patologia con la quale condivide molte caratteristiche patogenetiche e le stesse lesioni microscopiche, rientra nel gruppo delle microangiopatie trombotiche.
La cosiddetta "forma tipica" della malattia, che costituisce circa il 90% dei casi, è associata a infezioni gastrointestinali. Tra i microorganismi più frequentemente coinvolti vi sono batteri come Escherichia coli e Shigella dysenteriae, accomunati dalla capacità di provocare, tramite particolari tossine, un danno endoteliale (principalmente a livello del glomerulo) e un'attivazione piastrinica (con successivo consumo). In una minor parte dei casi, viene riconosciuta la forma atipica, indicata come SEUa o aHUS in inglese: in questa versione della malattia, gli effetti possono essere provocati da alterazioni congenite del complemento. Colpisce prevalentemente, ma non esclusivamente, i bambini. Nella maggior parte dei casi è preceduta da episodi di diarrea causati da un ceppo di Escherichia coli, l'enteroemorragico (O157: H7), considerati come disturbi alimentari.
La mortalità della sindrome si aggira tra il 5 e il 10% dei casi. Chi sopravvive si ristabilisce senza conseguenze; solo una piccola parte dei malati può sviluppare una malattia renale cronica.
La SEU è stata definita per la prima volta come sindrome nel 1955.

## Epidemiologia
L'età di esordio è di solito tra due anni e l'adolescenza. Presenta un'incidenza complessiva di 2,1/100 000/anno casi mentre in età pediatrica l'incidenza è del 6,1/100 000/anno.
La SEU si presenta nel 2-7% di tutte le infezioni di Escherichia coli O157: H7, dopo circa una settimana dall'inizio della diarrea (2-14 giorni).
In Europa, fino al 2009, si sono registrati 3 573 casi provocati dal sierotipo STEC O157:H7; mentre in Italia sono stati registrati, fino al 2010, 710 casi di SUE, con 0,35/100 000/anno in età pediatrica. Una maggiore incidenza si ha nelle regioni del Nord rispetto a quelle del Sud.

### Focolai epidemici
La patologia si presenta in modo epidemico in corso di focolai di tossinfezione alimentare, dovuti a contaminazione con feci di ruminanti (bovini) in alimenti mangiati crudi o poco cotti. Il primo focolaio noto è stato segnalato nel 1982 negli Stati Uniti a seguito di consumo di carne poco cotta di hamburger di una catena di fast food; l'epidemia coinvolse 732 persone, vi furono 200 ricoveri in ospedale in quattro stati e quattro persone morirono.
Si stima che successivamente a quell'episodio siano stati intossicati negli Stati Uniti circa mezzo milione di persone con migliaia di ricoveri e diversi morti specie tra bambini.
Un altro focolaio epidemico fu segnalato nel 2007 a Filadelfia sempre negli Stati Uniti.
Nel 2009 in Canada nella cittadina di Walkerton vi fu una epidemia con 22 bambini che svilupparono la SEU.
Successivamente molti episodi di focolai epidemici sono segnalati in tutto il mondo, indicando l'infezione da E. coli e la conseguente SEU come una vera emergenza medica planetaria.
A maggio del 2011 è stata registrata un'epidemia di SEU con decine di malati e alcuni casi mortali in Germania (dieci casi al 29 maggio 2011), la cui causa è stata attribuita a una tossinfezione alimentare provocata da germogli biologici contaminati di alcune verdure, pur mancando la certezza di dove sia avvenuta la contaminazione degli stessi. Secondo il Centro europeo per la prevenzione e il controllo delle malattie (ECDC), vi sono stati 25 casi di contagio in Svezia, 7 in Danimarca, 3 in Francia e GB, 2 in Austria e 1 in Olanda.
Secondo la Reuters questa epidemia sviluppatasi in Germania potrebbe essere stata la più importante mai accaduta al mondo; al 21 luglio 2011, sono stati infatti 48 i morti accertati in Germania e 50 in Europa, con 857 i casi certi di SEU e 3078 i casi non confermati di SEU.
In questa circostanza è stato sperimentato estensivamente l'anticorpo monoclonale eculizumab, presso il Policlinico Universitario di Amburgo-Eppendorf.

## Patogenesi
Nella forma classica (90% dei casi), la tossina Shiga-like entra nel sangue e provoca danni all'endotelio vascolare.
Ciò è particolarmente dannoso per il rene, dove la tossina si lega all'endotelio glomerulare provocando una reazione infiammatoria che porta a insufficienza renale acuta. Inoltre il danno endoteliale generalizzato porta all'attivazione delle piastrine.
La fisiopatologia tipica della sindrome coinvolge la tossina di Shiga con un legame alle proteine sulla superficie dell'endotelio glomerulare. Questa tossina inattiva una metalloproteina zinco dipendente (ADAMTS13 che è l'enzima di clivaggio del fattore di von Willebrand). Questa inattivazione enzimatica è anche coinvolta nella porpora trombotica trombocitopenica (TTP). Una volta che l'ADAMTS13 viene inattivata dalla tossina, ha inizio l'attivazione piastrinica che è causa della formazione di microtrombi. Le arteriole e i capillari del corpo vengono occlusi a causa dei complessi delle piastrine attivati (microtrombi) che aderiscono agli endoteli. I trombi via via crescenti sono in grado di danneggiare e distruggere i globuli rossi (RBC) provocandone la compressione nei vasi sanguigni di piccolo calibro, formando così schistociti o frammenti di globuli rossi. Questo meccanismo è noto come emolisi microangiopatica, la presenza di schistociti è il reperto chiave per la diagnosi di SEU.
Il consumo di piastrine che partecipano alla formazione dei trombi nei piccoli vasi può portare a grave trombocitopenia.
Nella condizione correlata TTP, il ridotto flusso di sangue attraverso i vasi sanguigni del microcircolo porta alla riduzione del flusso sanguigno agli organi vitali, con conseguente ischemia secondaria. I reni e il sistema nervoso centrale (cervello e midollo spinale) sono le strutture anatomiche dell'organismo più criticamente dipendenti dal flusso del sangue, quindi sono i più sensibili alla ischemia conseguente in queste sindromi da iper-coagulazione del sangue. Tuttavia, rispetto alla TTP, nella SEU, i reni tendono a essere più gravemente colpiti mentre il sistema nervoso centrale è meno coinvolto comunemente.
Al contrario della tipica coagulazione intravascolare disseminata (CID) che è conseguente solitamente alla sepsi e anche occasionalmente ai tumori in fase avanzata, i fattori della coagulazione non sono immessi in circolo nella SEU (o TTP). Infatti il fibrinogeno e tutti gli altri fattori della coagulazione sono generalmente normali nonostante il basso numero di piastrine (trombocitopenia).
Esiste anche una forma familiare molto rara di SEU.

## Anatomia patologica
Da un punto di vista macroscopico i reni mostrano necrosi corticale a chiazze o diffusa. Istologicamente si nota un ispessimento parietale o talora delle soluzioni di continuità dei capillari glomerulari, soprattutto a causa dell'edema endoteliale; presentano inoltre grandi depositi di materiale di tipo fibrinoso nel lume capillare, in localizzazione subendoteliale e nel mesangio. I vasi interlobulari e le arteriole afferenti mostrano necrosi fibrinoide e iperplasia intimale e sono spesso occlusi da trombi.

## Clinica

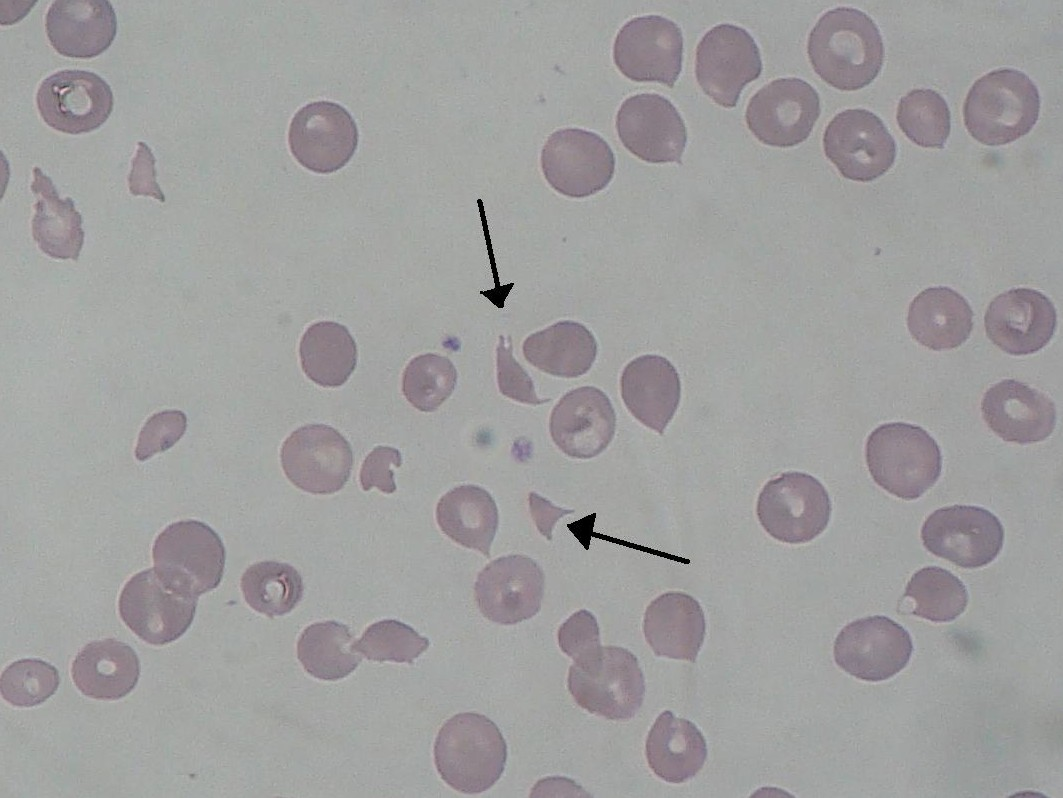
Schizociti presenti nel sangue di un soggetto con sindrome emolitico uremica

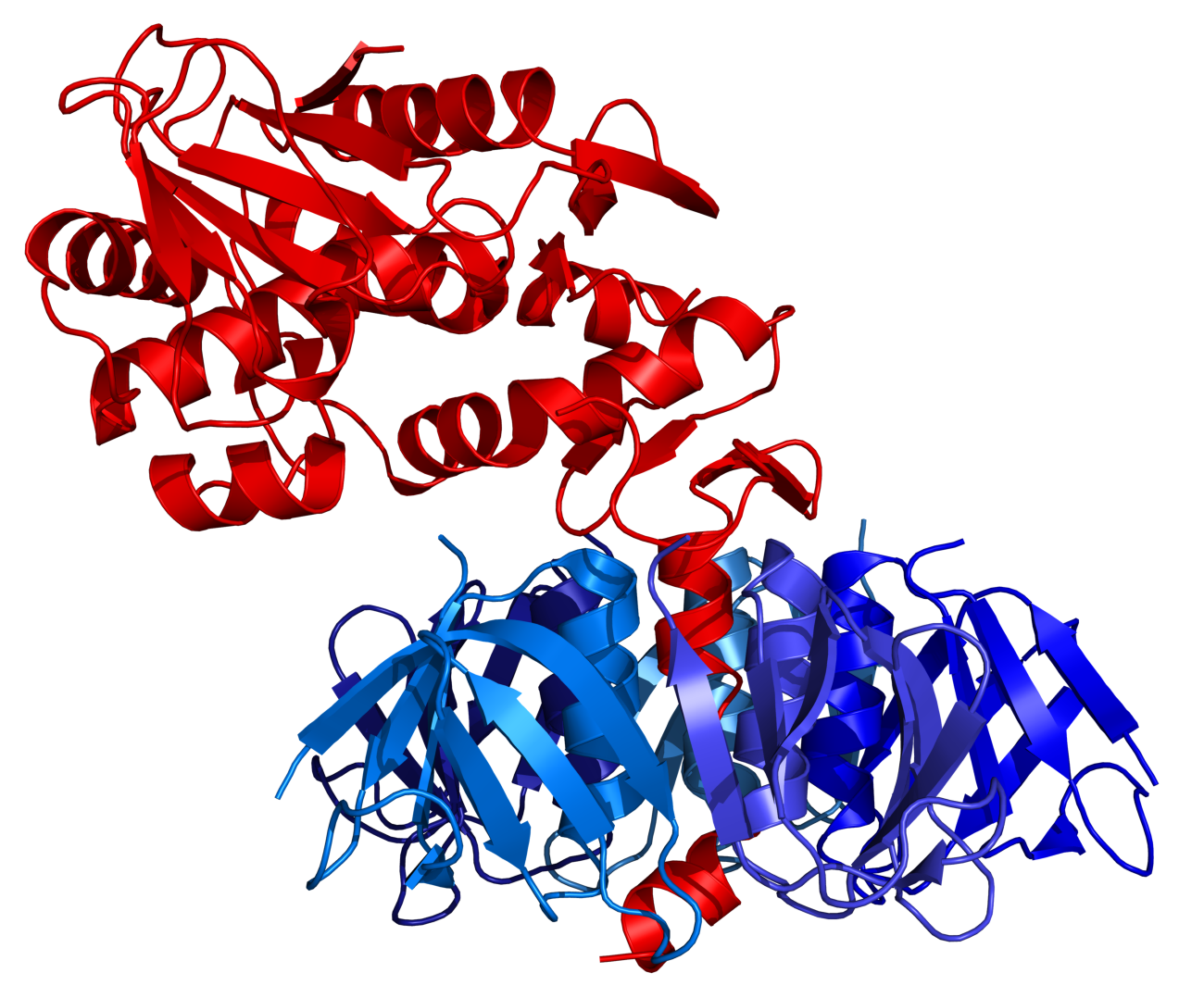
Tossina 2 (Stx2) prodotta da un Escherichia coli O157: H7

L'infezione da Escherichia coli O157: H7 causa severa diarrea emorragica con crampi addominali e febbre poco elevata. Solitamente la sintomatologia si risolve in 5-10 giorni. Nei bambini di età inferiore ai 5 anni può scatenarsi una SEU, con distruzione delle emazie e danno renale. Circa il 2-7% dei bambini colpiti dall'infezione sviluppa questa sindrome, specie quando le feci sono ematiche e la diarrea severa.
Negli USA l'infezione da Escherichia coli O157: H7 è la principale causa nei bambini di insufficienza renale acuta che spesso richiede la dialisi.
La mortalità della SEU è stimata intorno al 5–10%.
I sintomi prodromici della SEU sono manifestazioni di sanguinamento gastrointestinale (soprattutto ematemesi e melena), oliguria grave, ematuria, una anemia emolitica microangiopatica e, in alcuni pazienti, segni neurologici importanti.
La SEU fa parte delle microangiopatie trombotiche, una categoria di disturbi che comprende la porpora trombotica trombocitopenica (TTP).

### Classificazione
La sindrome uremico-emolitica ha molte affinità con la porpora trombotica trombocitopenica o PTT, che mostrerebbe un quadro pressoché sovrapponibile; secondo alcuni autori, invece, nella SEU prevarrebbe la insufficienza renale, mentre nella PTT prevarrebbero i sintomi neurologici.
Allo stato attuale non è definito se si tratta di patologie identiche (a parte l'età di insorgenza più tardiva della PTT) oppure di due aspetti della stessa patologia. In entrambe il momento patogenetico fondamentale sarebbe la formazione di microtrombi con danno microvascolare a tutti gli organi.
Comunque la classica sindrome uremico-emolitica si osserva generalmente in età pediatrica e se ne distinguono tre forme:
- la "D+ hemolytic-uremic syndrome", successiva a diarrea
- la "D- hemolytic-uremic syndrome", non legata a diarrea, bensì ad alterazioni congenite del sistema del complemento o di altri fattori della coagulazione.
- la "P-hemolytic-uremic syndrome" secondaria a infezione da Streptococcus pneumoniae.[40]

### Diagnosi
La SEU è preceduta da diarrea afebbrile ed è caratterizzata dalla triade:
- anemia emolitica,
- trombocitopenia,
- insufficienza renale acuta.

## Prognosi
Un trattamento aggressivo consente a più del 90% dei pazienti di sopravvivere alla fase acuta, mentre circa il 9% può sviluppare uno stadio terminale della malattia renale.
Inoltre, circa un terzo delle persone con SEU ha alterazioni della funzione renale a distanza di molti anni, e alcuni richiedono dialisi a lungo termine. Un altro 8% delle persone con SEU hanno altre complicazioni per tutta la vita, come ipertensione arteriosa, convulsioni, cecità, paralisi.
La mortalità complessiva della SEU è di 5-15%. I bambini e gli anziani hanno una prognosi peggiore.
Negli adulti la SEU ha sintomi e patologia simili, ma è più rara e può essere associata a infezione da HIV, sindrome da anticorpi antifosfolipidi (associata a lupus eritematoso e ipercoagulabilità generalizzata); insufficienza renale postpartum; ipertensione maligna, sclerodermia, alcuni farmaci, tra cui alcuni chemioterapici e altri agenti immunosoppressivi (mitomicina, ciclosporina, cisplatino e bleomicina).

## Terapia

### Farmaci
In questa sindrome non sono generalmente utili gli steroidi, gli antibiotici, la loperamide, gli antiaggreganti (tipo aspirina o dipiridamolo) e i fibrinolitici. Mentre sono usati la vincristina o la ciclosporina A.
In via sperimentale è studiato l'anticorpo monoclonale eculizumab.
Antibiotici
La letteratura suggerisce che il trattamento con antibiotici non migliora l'esito della infezione, e può di fatto aumentare notevolmente le probabilità di sviluppare la SEU.
Ciò probabilmente perché l'antibiotico favorisce il rilascio da parte del batterio danneggiato dall'antibiotico della Shiga-like tossina.

### Emodialisi
Nei casi più gravi, caratterizzati da grave insufficienza renale è necessaria l'emodialisi.

### Plasmaferesi
La plasmaferesi è il trattamento di scelta per garantire la remissione della patologia, insieme alle terapie antipertensiva e idratante, e all'eventuale trattamento dell'iperkaliemia.

### Probiotici

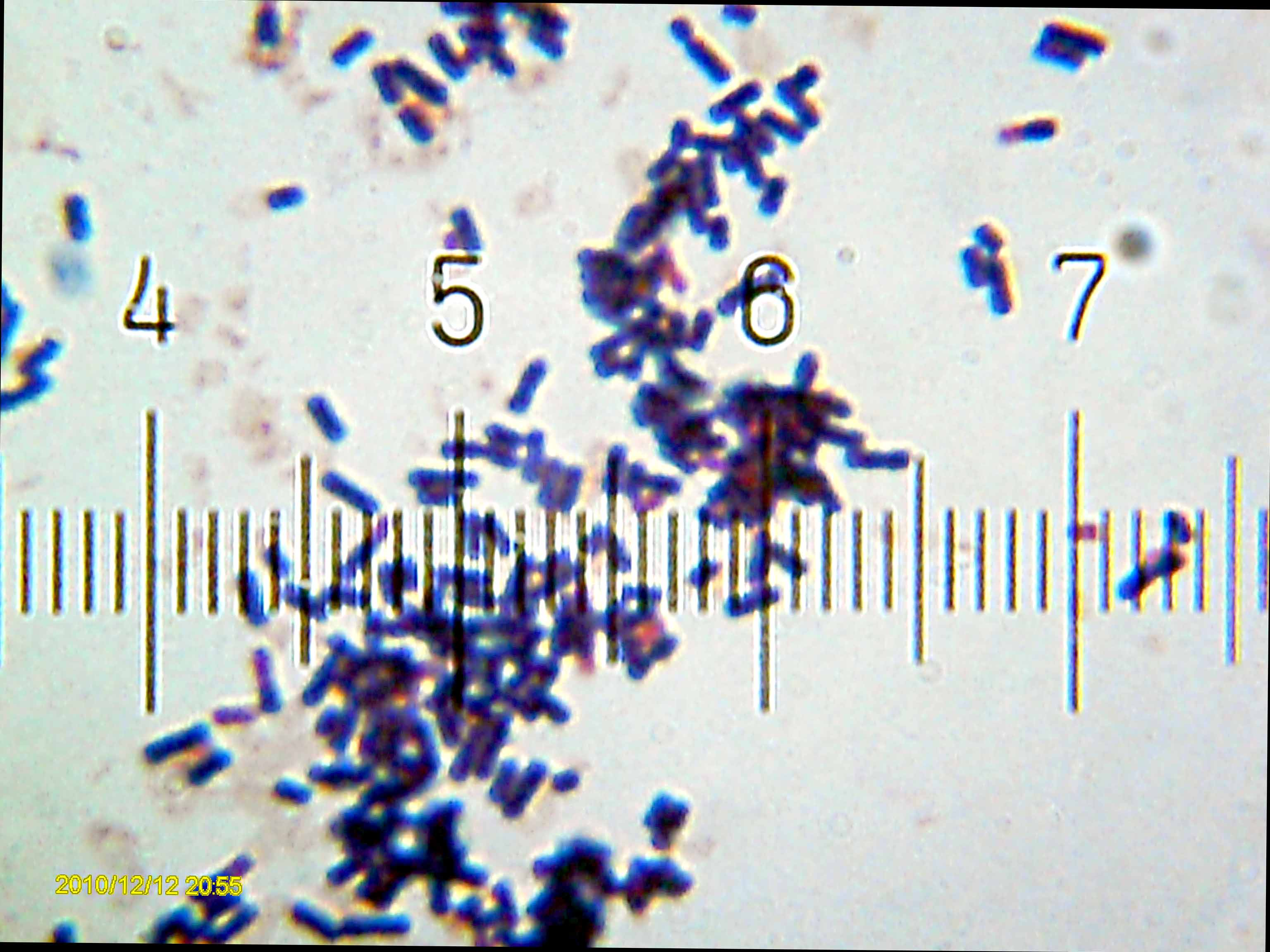
Lactobacillus acidophilus, studi recenti lo indicano come un possibile approccio terapeutico, di tipo probiotico, nella SEU

Molti dati recenti suggeriscono l'utilità dell'uso, a scopo profilattico nella SEU, dei probiotici in particolare quelli del genere Lactobacillus.
Infatti, il batterio enteroemorragico (EHEC) Escherichia coli O157: H7 inibisce la produzione di interferone gamma (IFN-γ) che stimola la fosforilazione dei trasduttori di segnale della tirosina e l'attivatore della trascrizione (STAT)-1 nelle cellule epiteliali. La preincubazione nel modello sperimentale in vitro scelto di ceppi di lactobacilli provoca una soppressione dei segnali di trasduzione delle risposte cellulari dell'epitelio provocate dal batterio EHEC O157:H7.
Uno studio coreano del 2008 mostra come l'intestino sfrutti meccanismi di protezione chimico-fisici e insieme alla produzione di mucina che ha la funzione di impedire l'adesione dell'Escherichia coli O157: H7. I lactobacilli hanno mostrato, secondo questo studio, la capacità di stimolare la produzione di questa sostanza, insieme ad alcune citochine come l'IL-8, l'IL-1-beta e TNF-alfa in una linea cellulare in coltura (cellule HT-29), confermando così, in vitro, la capacità dei lattobacilli di indurre l'up-regulation (iper-espressione) di mucina MUC2 e di specifiche citochine e inibire così l'adesione agli epiteli intestinali dell'E. coli O157: H7.
Uno studio canadese mostra come il Lactobacillus acidophilus secerne una molecola, La-5, che agisce come un inibitore del segnale di QS quorum sensing (adesività grazie alla produzione di biofilm) interagendo con i batteri regolatori trascrizionali, che controllano i geni coinvolti nella produzione dei fattori di trascrizione necessari per la colonizzazione del patogeno E. coli EHEC O157.
Viene suggerito che i lactobacilli riducono i fattori di virulenza del patogeno Escherichia coli O157: H7 grazie alla capacità di modificare il potenziale di membrana delle cellule epiteliali dell'intestino, cosa che provoca una riduzione della capacità di adesione dell'Escherichia coli; ciò, inoltre, riduce le modifiche del citoscheletro delle cellule dell'epitelio indotte dallo stesso patogeno.
Ceppi di probiotici Bifidobacterium mostrano la capacità di aumentare le capacità di barriera dell'intestino nei confronti di ceppi enterotossigeni di E. coli, per un aumento della produzione di acido acetico e il conseguente abbassamento del pH intestinale.
Inoltre, nei bovini allevati e pretrattati con probiotici si riduce la capacità di diffondere ceppi patogeni di Escherichia coli.

### Medicina veterinaria
- Donald M. McGavin e James F. Zachary, Patologia veterinaria sistematica, Elsevier, 2010,  p. 62, ISBN 978-88-214-3158-6.
- Stephen J. Ettinger e Edward C. Feldman, Clinica medica veterinaria. Malattie del cane e del gatto, Elsevier, 2007,  p. 222, ISBN 978-88-214-2995-8.
- Michael Schaer, Medicina clinica del cane e del gatto, Elsevier, 2006,  p. 410, ISBN 978-88-214-2897-5.